# Odense Håndbold
Odense Håndbold, tidigare Odense GOG (2009–2010) och HC Odense (2010–2016), är ett damhandbollslag från Odense i Danmark. Laget spelar i Damehåndboldligaen sedan 2009, då de övertog GOG Svendborg TGI:s lag och elitlicens, vilket offentliggjordes vid ett pressmöte den 27 augusti 2009 i Odense Idrætshal. Klubben har från 2020 tillhört toppen av danska ligan och blev danska mästare 2021 och 2022 samt vann danska cupen 2020.

## Spelartrupp 2023/2024
| Nr | Land          | Pos | Namn                 |
| -- | ------------- | --- | -------------------- |
| 16 | Danmark       | MV  | Althea Reinhardt     |
| 38 | Nederländerna | MV  | Yara ten Holte       |
| 3  | Norge         | M6  | Maren Nyland Aardahl |
| 6  | Norge         | H6  | Malin Aune           |
| 7  | Nederländerna | V6  | Bo van Wetering      |
| 9  | Nederländerna | M9  | Larissa Nüsser       |
| 19 | Sverige       | H9  | Nina Dano            |
| 22 | Norge         | V9  | Ragnhild Valle Dahl  |
| 23 | Danmark       | V6  | Elma Halilcevic      |

| Nr | Land          | Pos | Namn                  |
| -- | ------------- | --- | --------------------- |
| 25 | Norge         | V9  | Tonje Løseth          |
| 32 | Danmark       | V9  | Mie Højlund           |
| 33 | Norge         | M9  | Thale Rushfeldt Deila |
| 34 | Danmark       | H6  | Andrea Hansen         |
| 44 | Nederländerna | M6  | Nikita van der Vliet  |
| 48 | Nederländerna | H9  | Dione Housheer        |
| 64 | Danmark       | M6  | Sidsel Mejlvang       |
| 68 | Danmark       | M9  | Helena Elver          |
| 90 | Danmark       | M9  | Mia Rej               |

## Spelare i urval
- Kamilla Larsen (2009–2022)
- Freja Cohrt (2017–2023)
- Stine Jørgensen (2017–2020)
- Line Jørgensen (2009–2010)
- Nadia Offendal (2013–2020)
- Trine Østergaard (2017–2020)
- Kathrine Heindahl (2017–2020)
- Rikke Iversen (2020–2023)
- Pernille Holst Holmsgaard (2009–2011)
- Cecilie Greve (2010–2015)
- Trine Jensen (2011–2013)
- Mette Tranborg (2017–2020)
- Anne Mette Pedersen (2019–2020)
- Sarah Iversen (2012–2016)
- Ditte Vind (2013–2016)
- Line Haugsted (2015–2016)
- Susan Thorsgaard (2016–2019)
- Susanne Madsen (2011–2013) (2016–2020)
- Sara Hald (2018–2021)
- Trine Pedersen (2021–2023)
- Anne Cecilie de la Cour (2020–2021)
- Marianne Bonde (2017)
- Jessica Helleberg (2013–2015)
- Maria Adler (2013–2017)
- Tina Flognman (2009–2010)
- Gabriella Kain (2008–2010)
- Nathalie Hagman (2019–2020)
- Angelica Wallén (2020–2021)
- Martina Thörn (2021–2023)
- Ingrid Ødegård (2012–2013)
- Siri Seglem (2013–2015)
- Maja Jakobsen (2015–2019)
- Emily Stang Sando (2017–2018)
- Ingvild Bakkerud (2018–2020)
- Malene Aambakk (2020–2022)
- Nycke Groot (2019–2021, 2022)
- Tess Wester (2018–2021)
- Lois Abbingh (2020–2023)
- Jasmina Janković (2008–2009)
- Pearl van der Wissel (2012–2018)
- Kelly Vollebregt (2021–2023)
- Jéssica Quintino (2016–2021)
- Chana Masson (2015–2017)
- Deonise Fachinello (2016–2017)
- Ayaka Ikehara (2020–2023)
- Oksana Kiseleva (2016–2017)
- Elisabeth Pinedo (2010–2011)